# 理想化 (科学哲学)
在科学哲学中，为了让科学建模时建立的模型更加易与理解与处理，通过理想化（英語：idealization）对建模针对的现象中的一些要素进行一些假设，使之符合理论或实验的要求。这些假设在严格意义上是不符合实际的，但是简化了复杂的现实问题，使之更容易被理解和分析。因为建模针对的现象是否近似“理想状况”是确定的，于是模型即可相对理想状况应用于预测。
如果近似是精确的，那么该模型就能有极高的预测力。比如，测量小球下落时的加速度通常不需考虑空气阻力，因为这样做会让测量变得复杂。其中，空气阻力被理想化为0。尽管这并不严格符合实际情况，但得到的一个近似值却仍然完全可以作为答案，因为空气阻力产生的影响和重力相比完全是可以忽略的。许多关于一个模型是否实际拥有效用的争论正是围绕着理想化过程中的近似程度。
理想化能让不得不借助其进行的预测变得可行，比如在斯托克斯定律确证之前，将空气阻力近似为0是计算阻力的唯一途径。
理想化模型忽略了与研究目的无关的因素，只保留了本质的和主要的因素。它有一定地适用范围和误差，不能完全反映现实的情况。但可以通过不断地修正和完善，使得模型更加接近现实。理想化模型是科学研究的重要方法和工具，它可以帮助我们抽象和概括现实问题，提出和检验假说，发现和解释规律，预测和控制现象，创造和发明新的理论和技术。
理想化模型的应用非常广泛，例如，在数学中，我们常用的直线、圆、三角形等都是理想化的几何图形，它们在现实中是不存在的，但是它们可以帮助我们研究各种数学问题；在物理学中，模型（或理想化模型）是物理系统的简化版本，它去除了情况中不必要(简化)的方面。例如质点把物体的大小、形状等其他因素特征忽略掉，达到化繁为简的作用。此外，常用的刚体、理想气体、平行光等都是理想化的物理模型。它们可以帮助我们研究力学、热学、光学等物理现象。在经济学中，我们常用的完全竞争市场、边际效用、供求曲线等都是理想化的经济模型，它们可以帮助我们研究经济规律和政策效果。

## 延伸阅读
- William F, Barr, A Pragmatic Analysis of Idealization in Physics, Philosophy of Science, Vol. 41, No. 1, pg 48, Mar. 1974.
- Krzysztof Brzechczyn, (ed.), Idealization XIII: Modeling in History, Amsterdam-New York: Rodopi, 2009.
- Nancy Cartwright, How the Laws of Physics Lie, Clarendon Press:Oxford 1983
- Francesco Coniglione, Between Abstraction and Idealization: Scientific Practice and Philosophical Awareness, in F. Coniglione, R. Poli and R. Rollinger (Eds.), Idealization XI: Historical Studies on Abstraction, Atlanta-Amsterdam:Rodopi 2004, pp. 59–110.
- Craig Dilworth, The Metaphysics of Science: An Account of Modern Science in Terms of Principles, Laws and Theories, Springer:Dordrecht 2007 (2a ed.)
- Andrzej Klawiter, Why Did Husserl Not Become the Galileo of the Science of Consciousness?, in F. Coniglione, R. Poli and R. Rollinger, (Eds.), Idealization XI: Historical Studies on Abstraction, Poznań Studies in the Philosophy of the Sciences and the Humanities, Vol. 82, Rodopi:Atlanta-Amsterdam 2004, pp. 253–271.
- Mansoor Niaz, The Role of Idealization in Science and Its Implications for Science Education, Journal of Science Education and Technology, Vol. 8, No. 2, 1999, pp. 145–150.
- Leszek Nowak, The Structure of Idealization. Towards a Systematic Interpretation of the Marxian Idea of Science, Dordrecht:Reidel 1980
- Leszek Nowak and Izabella Nowakowa, Idealization X: The Richness of Idealization, Amsterdam / Atlanta: Rodopi 2000.